# Darren Till
Darren "The Gorilla" Till (født 24. december 1992 i Liverpool, England) er en engelsk MMA-udøver, der siden 2015 har konkurreret i Ultimate Fighting Championships Weltervægt-klasse. Han er i Danmark mest kendt for at have kæmpet uafgjort mod danske Nicolas Dalby 24. Oktober 2015 i Dublin i Irland.

## MMA-karriere

### Tidlige karriere
Till tilbragte meget af sin tidlige MMA-karriere i Balneário Camboriú, der ligger i delstaten Santa Catarina i Brasilien hvor han var en del af Astra Fight Team. Han opbyggede en amatørrekordliste på 3-0 før han blev professionel og havde i alt 11 kampe i Brasilien og 1 kamp i Argentina. Darren "No Money in the" Till kæmpede 8 gange i 2013 alene og hans rekord var 12-0-0 med 7 TKO/KOs før han sluttede sig til UFC.

### Ultimate Fighting Championship

#### 2015
Till mødte Brasilianske Wendell de Oliveira Marques i sin UFC-debut med 9 dages varsel ved UFC Fight Night: Condit vs. Alves den 30. maj 2015.  Oliveira formåede at kontrollere det mest af 1. omgang ved at holde Till mod hegnet og ramme ham med knæspark. I 2. omgang fik Till ramt med et slag, der fik Oliveira ned, og endte på toppen hvor han ramte med adskillige albuer. Han knockoutede Oliveira og sikrede sig sin første UFC sejr. I interviewet lige efter kampen, imponerede han de fremmedfjendske Brasilianere med at tale Portugisisk, hvorefter det før stille publikum, leverede stående klapsalver.
Till mødte Nicolas Dalby den 24. Oktober 2015 ved UFC Fight Night: Holohan vs. Smolka i Dublin i Irland. Darren kontrollerede de to første runder med hans velpolerede thaiboksning, men rev skulderen af led umiddelbart inden slutningen af anden runde. Ude af stand til at blokere med venstre arm, var Dalby dominerende i tredje runde, hvilket førte til en 10-8 runde i Danskerens favør. Kampen blev derfor scoret uafgjort. Begge deltagere fik prisen Fight of the Night.
2017
Darren Till mødte UFC legenden Donald Cerrone i hans femte UFC-fight. Donald Cerrone var favorit til at vinde kampen, men Darren Till kom aggressivt ud og TKO'ede Cerrone efter 260 sekunder i den første runde. Efter denne sejr voksede hypen omkring Till meget hurtigt. 

#### 2018
Till mødte tidligere UFC Weltervægt-titel-udfordrer Stephen Thompson ved UFC Fight Night 130 den 27. maj, 2018. Till vandt den tætte kamp, hvilket var ansat af mange som en kontroversiel enstemmig afgørelse.  19 of 21 media outlets scored the bout in favor of Thompson.

## Privatliv
Såvel som sit engelske-modersmål, taler Till også Portugisisk, hvilket han lærte ved at bo i Brasilien i 3 og et halvt år. Till flyttede hjem til Liverpool i december 2016, og efterlod sin unge datter til at bo sammen med sin brasilianske mor.
Som en fødselsdagsgave-overraskelse til moren til his barn,  fik han en tatovering af hendes ansigt på sin overarm.